# Kaori Shimizu
Kaori Shimizu (清水 香里 Shimizu Kaori?,  Tokio, 21 de mayo de 1983) es una seiyū afiliada a Three Tree Productions, y anteriormente a Max Mix.

## Roles interpretados

### Anime
- A.L.I.C.E (Alice)[2]
- Banner of the Stars (Aicryac Üémh Tlyzr Naurh)
- Best Student Council (Kuon Ginga)
- Boogiepop Phantom (Touka Miyashita, Boogiepop)
- The Daichis: Earth Defence Family (Nozomi Daichi)
- Fruits Basket (Motoko Minagawa)
- Genshiken (Keiko Sasahara)[3]
- Godannar (Lou Roux)
- Lemon Angel Project (Yui Kouno)
- InuYasha (Yuka, Asuka]])
- Lucky Star (Hiyori Tamura)[4]
- Magical Girl Lyrical Nanoha A's (Signum)[5]
- Magical Girl Lyrical Nanoha Strikers (Signum)
- Maria-sama ga Miteru (Noriko Nijo)
- Nogizaka Haruka no Himitsu (Sakurazaka Hazuki)
- Nogizaka Haruka no Himitsu: Purezza (Sakurazaka Hazuki)
- School Rumble (Akira Takano)
- Sensei no Ojikan: Doki Doki School Hours (Chinatsu Nakayama)
- Serial Experiments Lain (Lain Iwakura)
- Special A (Sui Takishima y Kei Takishima -niño-)[6]
- Spider Riders (Princess Sparkle)
- Stratos 4 (Shizuha Doi)
- Super Robot Wars Original Generation: The Animation (Lamia Loveless)

### Videojuegos
- Aoishiro (Kaya)
- Arcana Heart 2 (Zenia Valov)
- BioShock (Little Sister)
- Growlanser III: The Dual Darkness (Michelle Liedbulk)
- Mugen no Frontier: Super Robot Wars OG Saga (Aschen Brödel)
- Serial Experiments Lain (game) (Lain Iwakura)
- Super Robot Taisen: Original Generations (Lamia Loveless)
- Tales of Hearts (Richea Spodune)

### Películas
- Babel (Jugadora de Voleibol)

### Internet y radio
- School Rumble nigakki weekend  con Yukari Fukui y Jin Kobayashi